# Синагога Хевра Тхілім
Синагога Хевра Тхілім ‎ (з польської Synagoga Chewra Thilim, з їдиш - Bractwa Psalmowego) — синагога, що знаходиться в Польщі в місті Скавіна Краківського повіту Малопольського воєводства . Знаходиться на перетині вулиць Бабетти та Казимира Великого. Пам'ятник Малопольського воєводства, що охороняється.

## Історія
Синагога була побудована в 1894 році з ініціативи єврейського псалмоспівницького братства Хевра Тхілім. До синагоги прилягала будівля, в якій розташовувалися хедер, міква та житлове приміщення рабина. Під час Другої світової війни синагога була зруйнована німцями. Після війни у синагозі розміщувалося житлове приміщення, потім був магазин. Після реставрації у будівлі став розміщуватись офіс.
Орієнтована цегляна будівля збудована на прямокутному плані. Досі синагога зберегла свій первозданний зовнішній вигляд, у тому числі високі, напівкруглі вікна.
2 квітня 1996 року синагога була внесена до реєстру пам'яток культури Малопольського воєводства (№ A-712  ).